# 小行星1179
小行星1179（1179 Mally）是一颗围绕太阳公转的小行星。1931年3月19日，马克斯·沃夫在海德堡发现了此天体。
該小行星以發現者的媳婦命名。
这颗小行星的绝对星等为234.20823等。